# Attawandaron

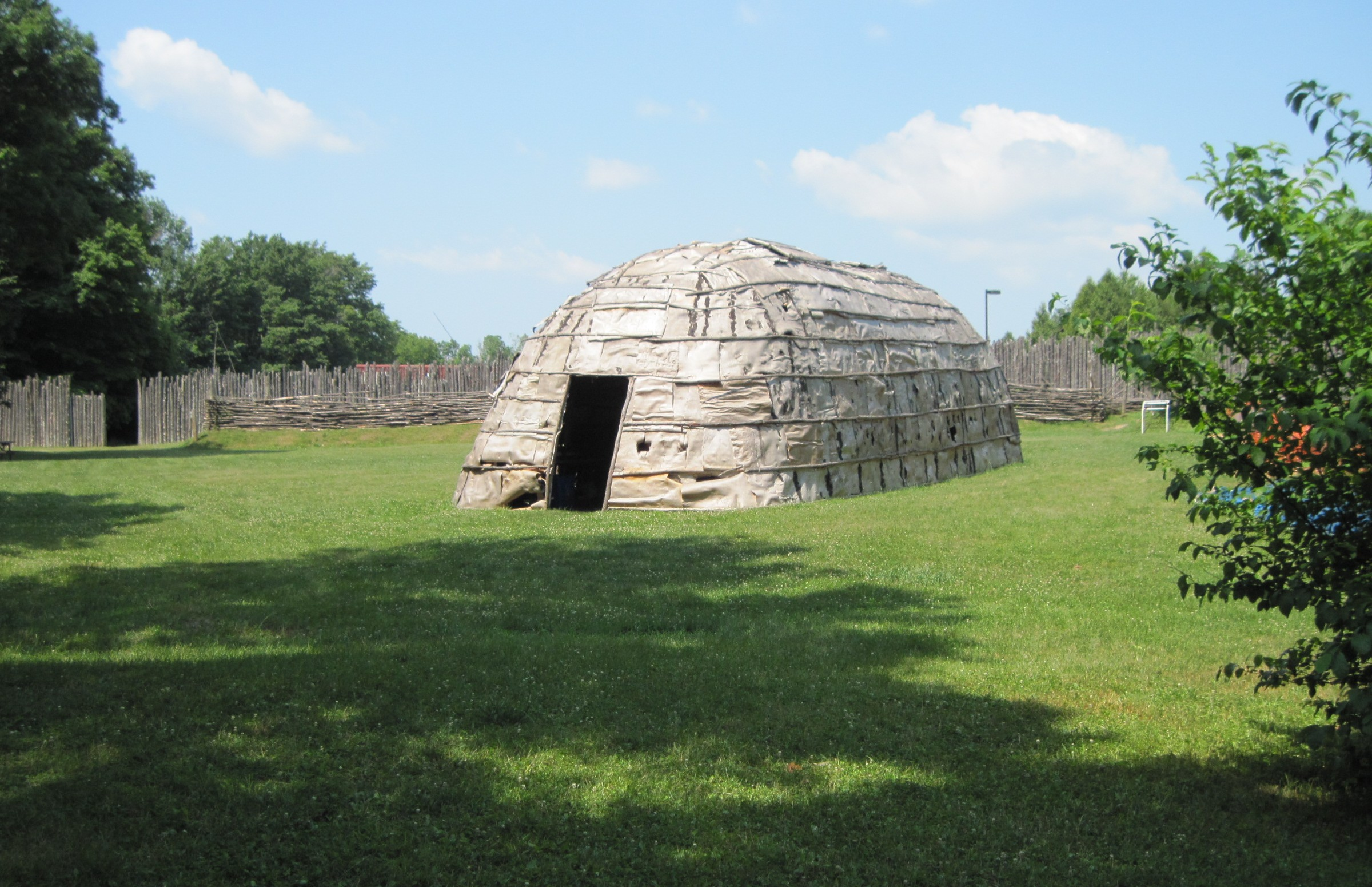
En replik av ett av Attawandarons långhus från 1500-talet.

Attawandaron eller de Neutrala (fr: la Nation neutre) var ett irokesiskt folk vilka bodde i 18 byar i de södra delarna av nuvarande Ontario. De förintades politiskt och demografiskt av Irokesförbundet 1653.